# Romancing SaGa 3
Romancing SaGa 3 är ett rollspel från 1995 utvecklat och publicerat av Square för Super Famicom. Det är det sjätte spelet i SaGa-serien och var också det sista som utvecklades för plattformen. Spelet släpptes ursprungligen på Super Famicom-systemet i Japan den 11 november 1995, och släpptes på Virtual Console i Japan för Wii den 21 september 2010 och Wii U den 26 februari 2014.
En remaster för Android, iOS och PlayStation Vita annoncerades den 28 mars 2017. Den 11 april 2017 twittrade Akitoshi Kawazu att de skulle arbeta på en engelsk version av spelet efter att ha släppt det i Japan. Remastern av Romancing SaGa 3 släpptes världen över den 11 november 2019 för Android, iOS, Nintendo Switch, PlayStation 4, PlayStation Vita, Windows och Xbox One med spelet tillgängligt på engelska för allra första gången.